# Kureksari
Kureksari is een bestuurslaag in het regentschap Sidoarjo van de provincie Oost-Java, Indonesië. Kureksari telt 15.379 inwoners (volkstelling 2010).